# Thomas Pichler (hockeista su ghiaccio 1986)
Thomas Pichler (Vipiteno, 6 novembre 1986) è un ex hockeista su ghiaccio italiano.

## Carriera
Se si eccettuano pochi incontri giocati in prestito al WSG Stilves ed all'HC Merano Junior, Pichler ha sempre giocato con la maglia dei Vipiteno Broncos. Coi Broncos ha vinto due volte il campionato di A2, ed ha ottenuto la promozione al termine della Serie A2 2010-2011. Al termine della stagione successiva, la squadra è nuovamente retrocessa.
Dopo tre anni di stop (2012-2015) è tornato sul ghiaccio con la maglia dell'Hockey Club Falcons Bressanone, iscritto alla Tiroler Eliteliga, ma per una sola stagione.

## Palmarès

### Club
- Serie A2: 2

Vipiteno: 2004-2005, 2010-2011